# Fernanda Brandão

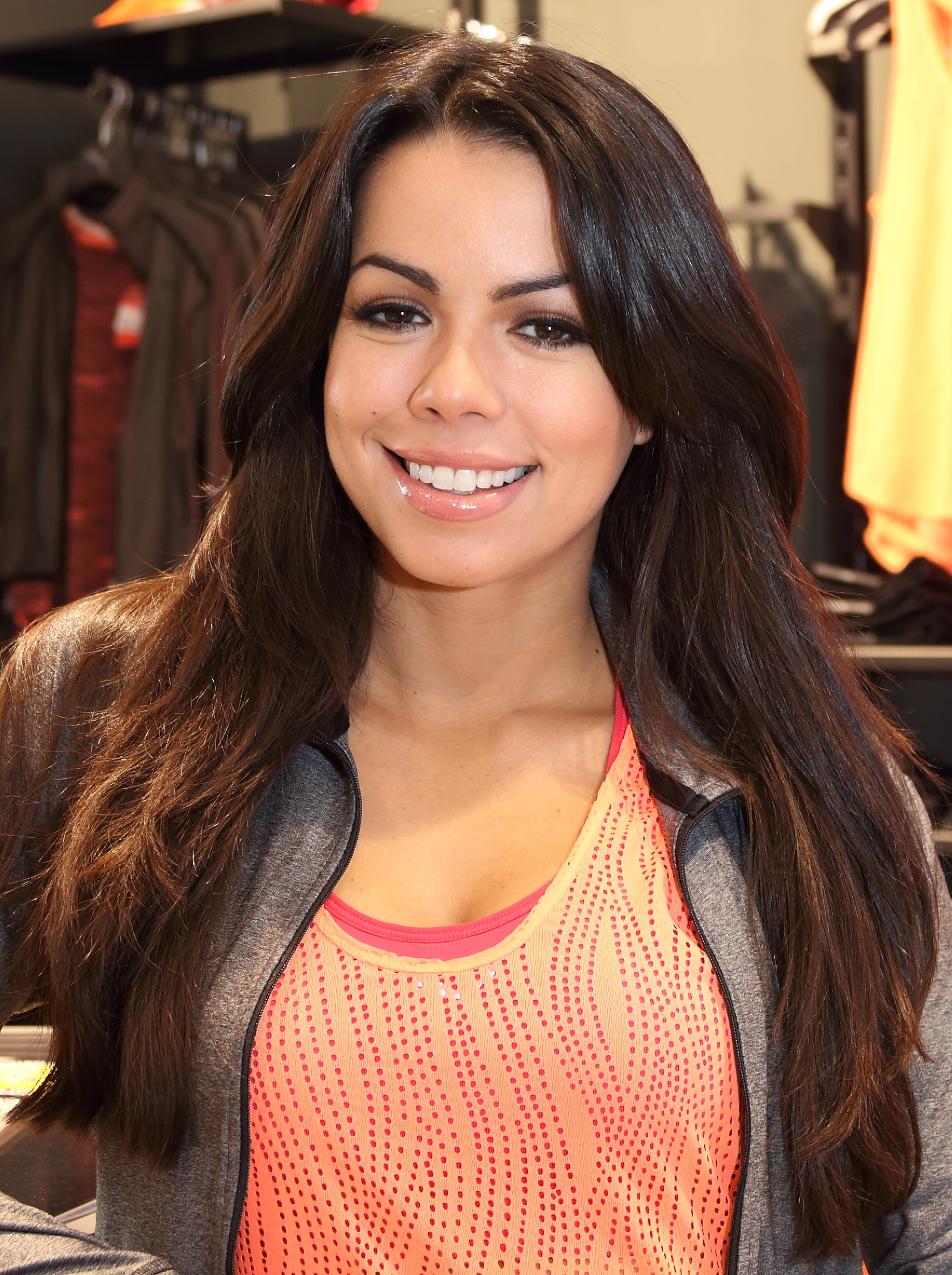
Fernanda Brandão (2016)

Fernanda Brandão Gonçalves da Silva (* 3. Mai 1983 in Belo Horizonte) ist eine brasilianisch-deutsche Sängerin, Tänzerin, Moderatorin und Fitnesstrainerin, die in Deutschland lebte. Bis 2004 war sie ausschließlich solo als Dajango und Laava und anschließend bis 2010 im Latin-Pop-Trio Hot Banditoz aktiv. Seitdem nimmt sie an Fernsehshows, Talkrunden und Großveranstaltungen teil.

## Leben
Brandão wuchs als Tochter von Max Gonçalves da Silva und Marcileide Carvalho Brandão in Rio de Janeiro in einer Künstlerfamilie auf. Ihr Onkel und ihre Tante waren Sänger, ihre Mutter produzierte Musik. Im Alter von neun Jahren wanderte sie mit ihrer Mutter aus Brasilien aus und zog nach Europa, wo sie in Hamburg-Steilshoop lebte und sowohl Tanz- als auch Gesangsunterricht bekam. Es folgte mit 16 Jahren eine Ausbildung als lizenzierte Fitnesstrainerin in Aerobic, Body Pump und Tae Bo. Als professionelle Tänzerin war Brandão in vielen Musik-Clips und Bühnenauftritten von Künstlern wie zum Beispiel Shaggy, P!nk, Enrique Iglesias, Seeed, Coolio, Modern Talking, ATC, Sarah Connor, DJ Rocco (Generation of Love) und Rick Astley zu sehen. Daneben war sie auch als Choreografin tätig.
Das Produzententeam Output Music Organization veröffentlichte 2000 mit ihr unter dem Künstlernamen Dajango den Song Baila Chica Baila. Zwei Jahre später folgte unter dem neuen Künstlernamen Laava ihr erster kleinerer Erfolg mit der Single Wherever You Are (I Feel Love), die in den deutschen Charts Platz 66 erreichte. Danach wurde sie für das 2004 gegründete Latin-Pop-Trio Hot Banditoz gecastet, das noch im selben Jahr mit dem Titel Veo Veo auf Platz 3 und im folgenden Jahr mit Shake Your Balla (1, 2, 3 Alarma) auf Platz 5 der deutschen Single-Charts seine größten Erfolge feierte und eine Goldene Schallplatte gewinnen konnte. Bis zur Trennung der Band-Mitglieder im Jahr 2010 veröffentlichte sie mit Hot Banditoz insgesamt drei Alben, aus denen sich sechs Singles in den Charts platzierten.

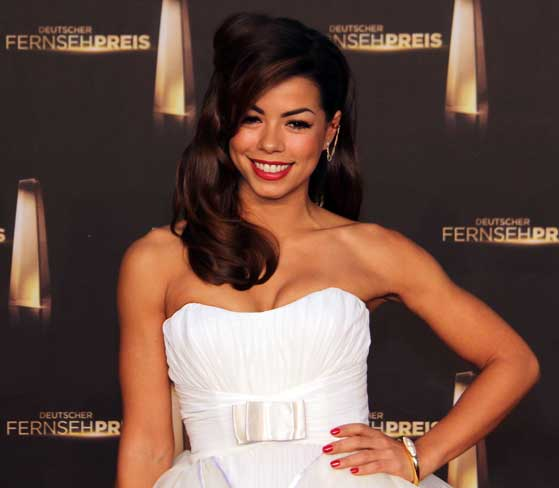
Fernanda Brandão beim Deutschen Fernsehpreis 2012

Nach der Auflösung von Hot Banditoz in der damaligen Form war sie zusammen mit Dieter Bohlen und Patrick Nuo Jurorin der achten Staffel von Deutschland sucht den Superstar und Kandidatin bei der Spielshow Fort Boyard. Zudem war sie 2011 neben Detlef Soost als Jurorin von Popstars – Mission Österreich zu sehen. Anschließend übernahm sie 2012 ihre erste Schauspielrolle im deutsch-österreichischen Fernsehfilm Das Traumhotel – Brasilien. Im selben Jahr moderierte sie auch erstmals eine Sendung: In Star Race begleitete sie auf RTL drei prominente Teams, die sich einem Wettrennen durch die Wildnis der Philippinen stellten. Es folgte 2014 eine Nebenrolle in der RTL-Actionserie Alarm für Cobra 11.
Während der Fußballweltmeisterschaft 2014 war Brandão als offizielle WM-Korrespondentin für die ARD als Expertin für Land und Leute in Brasilien tätig. Sie berichtete während der WM als „On-Reporterin“ über das Gastgeberland, seine Menschen und Attraktionen. 2015 drehte sie für insgesamt fünf Folgen der ARD-Doku-Serie Verrückt nach Meer in ihrer Heimat Brasilien. Von März bis April 2016 spielte sie am Theater neben Bela Klentze, Bernhard Bozian und Julika Wagner in der romantischen Komödie Ein Apartment zu dritt von Nick Hall.
Fernanda Brandão ist in TV-Shows und Talk-Runden wie TV total, Das perfekte Promi-Dinner, Promi Shopping Queen, NDR DAS! oder Riverboat zu sehen. Sie nahm auf ProSieben 2015 bei Schlag den Star, 2016 in der Tanzshow Deutschland tanzt und 2018 an der Promi Darts WM teil.
2013 präsentierte sie, seit ihrem 16. Lebensjahr lizenzierte Fitnesstrainerin, das eigens konzipierte Workout GINGA by Fernanda Brandao. Sie entwickelte die Parfums „Fernanda Brandão“ (2013), „Brazilian Summer“ (2014) und „Pure Aqua“ (2015).

## Privates
Brandão erwarb 2004 die deutsche Staatsangehörigkeit und spricht fließend Portugiesisch, Spanisch, Deutsch und Englisch. Von den Lesern der deutschen Ausgabe des Männermagazins FHM wurde sie zur „Sexiest Woman in the World 2011“ gewählt.
Brandão ist seit 2021 mit Roman Weber, Stiefsohn von Rüdiger Nehberg, verlobt. Sie leben im finnischen Lappland. Im April 2022 gab sie die Geburt der gemeinsamen Tochter bekannt.

## Filmografie und Fernsehauftritte
Fernsehauftritte
- 2011, 2018: Fort Boyard
- 2011: Deutschland sucht den Superstar
- 2011: Popstars – Mission Österreich
- 2012: Es kann nur E1NEN geben
- 2012: Star Race (Moderation)
- 2012: TV total Turmspringen
- 2012, 2015: Promi Shopping Queen
- 2013: 5 gegen Jauch
- 2013: Family Stories [Ein Block nimmt ab]
- 2014: Jungen gegen Mädchen
- 2014: Das perfekte Promi-Dinner
- 2014: Grill den Henssler
- 2015: Schlag den Star
- 2016: Verrückt nach Meer
- 2016, 2017, 2025 Wer weiß denn sowas?
- 2018: Die Promi-Darts-WM
- 2019: Das Große Promibacken (Platz 8)
- 2019: Genial daneben – Das Quiz
- 2022: Käpt’ns Dinner
- 2022: TV Total Autoball WM
- 2023: RTL Wasserspiele

Filmografie
- 2012: Das Traumhotel – Brasilien
- 2015: Alarm für Cobra 11 – Die Autobahnpolizei – Das letzte Rennen

Theater
- 2016: Ein Apartment zu dritt

## Diskografie

### Singles
| Jahr | Titel Album                      | Höchstplatzierung, Gesamtwochen, AuszeichnungChartsChartplatzierungen (Jahr, Titel, Album, Platzierungen, Wochen, Auszeichnungen, Anmerkungen) | Anmerkungen                          |
| Jahr | Titel Album                      | DE | Anmerkungen                          |
| ---- | -------------------------------- | --- | ------------------------------------ |
| 2002 | Wherever You Are (I Feel Love) – | DE66 (4 Wo.)DE | Erstveröffentlichung: 2002 als Laava |

Weitere Singles
- 2000: Baila Chica Baila (als Dajango)
- 2010: Gigolo (vs. Taan Newjam)
- 2014: Brazilian Summer; My Home (Brazil Mix)
- 2014: My Home (Brazil)

### Gastbeiträge
- 2018: Nao Falo (Tanga Elektra feat. Fernanda Brandao)

## Werke
- Fernanda Brandão: KAXINAWA Meine Reise zurück zu mir: Auf der Suche nach meinen Wurzeln im brasilianischen Regenwald. Edel Books, 2019, ISBN 978-3-8419-0671-7.